# Parambassis tenasserimensis
Parambassis tenasserimensis és una espècie de peix pertanyent a la família dels ambàssids.

## Descripció
- Fa 6,6 cm de llargària màxima.[5]

## Hàbitat
És un peix d'aigua dolça, demersal i de clima tropical.

## Distribució geogràfica
Es troba a Àsia: conca del riu Tenasserim al sud-est de Myanmar.

## Observacions
És inofensiu per als humans.